# Delectona alboransis
Delectona alboransis är en svampdjursart som beskrevs av Rosell 1996. Delectona alboransis ingår i släktet Delectona och familjen Alectonidae. Inga underarter finns listade i Catalogue of Life.